# Steddorf (Bienenbüttel)
Steddorf ist ein Ortsteil der Einheitsgemeinde Bienenbüttel im niedersächsischen Landkreis Uelzen.

## Geografie und Verkehrsanbindung
Steddorf liegt südwestlich des Kernortes Bienenbüttel an der Kreisstraße K 20. Nordöstlich verläuft die die B 4 und fließt die Ilmenau. Westlich erstreckt sich das etwa 250 ha große Naturschutzgebiet Schierbruch und Forellenbachtal.

## Sehenswürdigkeiten

### Baudenkmale
In der Liste der Baudenkmale in Bienenbüttel sind für Steddorf zwei Baudenkmale aufgeführt:
- Wohnhaus, Treppenspeicher mit Baumbestand (Brunnenstraße 2)
- Wohnwirtschaftsgebäude mit Baumbestand (Steddorfer Straße 23)